# Kheibar Shekan
Kheibar Shekan ist eine ballistische Mittelstreckenrakete aus dem Iran. Sie wurde erstmals im Jahre 2022 im Iran vorgestellt.

## Name
Der erste Namensteil des Kheibar Shekan (persisch خیبرشکن Cheibar-Schekan) bezieht sich auf die Oase Chaibar, der zweite Namensteil bedeutet Zerstörer.

## Technik

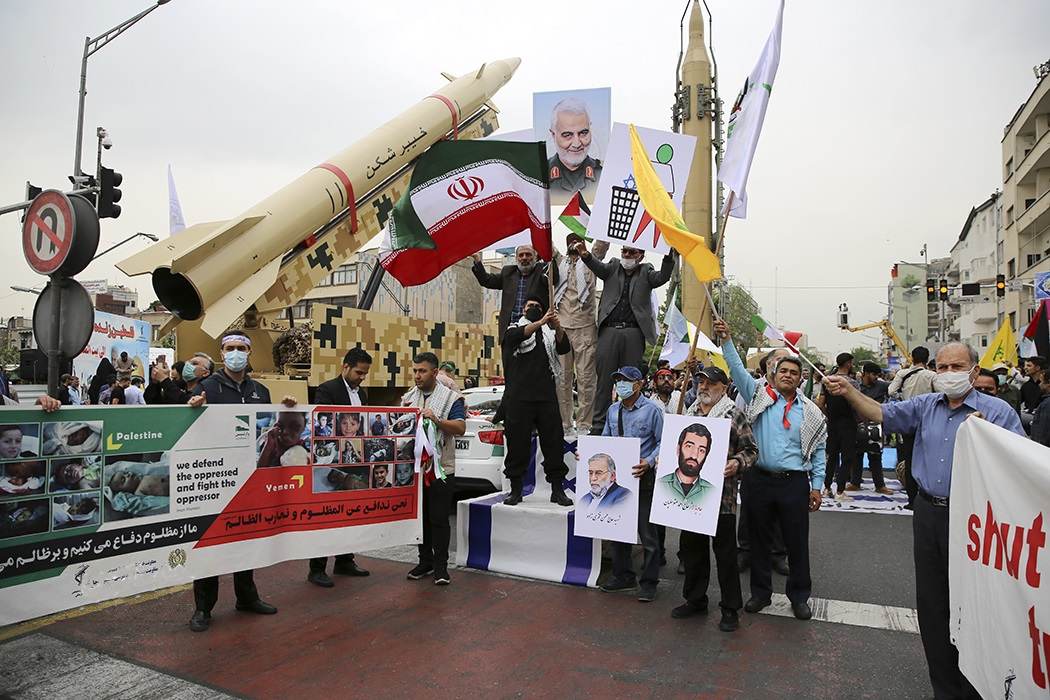
Kheibar Shekan am Tage ihrer ersten Präsentation

Kheibar Shekan ist rund 11,4 m lang und wiegt 6,3 Tonnen bei einem Durchmesser von 0,81 m. Gemäß iranischen Angaben soll die maximale Schussdistanz rund 1.450 km betragen.
Der Rumpf besteht aus Verbundwerkstoff. Die Kheibar Shekan ist damit kleiner und leichter als vergleichbare Raketen älterer Produktion im Iran. Sie kann daher leichter transportiert werden und durch das verringerte Leergewicht hat sie eine vergrößerte Reichweite.
Sie trägt einen Gefechtskopf von 500 kg Gewicht. Der Gefechtskopf ist mit Winglets versehen, mit denen er in der Endphase des Fluges manövrieren soll. Die Schätzungen für die Aufschlagsgeschwindigkeit liegen zwischen Mach 2 bis Mach 5. Der Streukreisradius (CEP) soll angeblich rund 20 m betragen.
Transportiert und gestartet wird die Kheibar Shekan von einem 10-rädrigen Sattelschlepper.

## Kampfeinsätze
Beim iranischen Angriff auf Israel 2024 startete der Iran am 14. April 2024 neben anderen Raketen eine unbekannte Anzahl Kheibar Shekan gegen Ziele in Israel. Sechs Raketen konnten das israelische Verteidigungssystem überwinden und richteten auf dem Militärflugplatz Nevatim geringen Schaden an.
Am 5. Juni 2024 veröffentlichten die Huthi Aufnahmen einer Rakete, mit der sie angeblich zwei Tage zuvor Eilat beschossen hatten. Die dargestellte Rakete unterscheidet sich nicht von dem Kheibar Shekan.
Am 26. Juni 2024 zeigten die Huthi das Video eines Raketenabschusses – angeblich mit einem Schiff im Arabischen Meer als Ziel – abgefeuert am Vortag. Die Huthi nennen die Rakete Hathem 2, aber auch diese Rakete unterschied sich nicht von einer Kheibar Shekan.

## Verbreitung
Die Kheibar-Shekan-Raketen befinden sich im Bestand der Streitkräfte des Irans. Der Iran beliefert verschiedene Miliz- und Terrorgruppen mit diesen Raketen, so zum Beispiel die Huthi im Jemen.